# Typhlodromus marinus
Typhlodromus marinus är en spindeldjursart som beskrevs av Wu och Liu 1991. Typhlodromus marinus ingår i släktet Typhlodromus och familjen Phytoseiidae. Inga underarter finns listade i Catalogue of Life.